# Russischer Halbmaskenhelm Typ IV
Der Russische Halbmaskenhelm ist eine Schutzwaffe aus dem Rus-Gebiet, dem heutigen Kiew. Vom Typ wird er den russischen Helmen Typ IV zugeordnet. Dieser Helmtyp wurde etwa um 1150-1250 benutzt.

## Beschreibung
Der Helm besteht aus Eisen und Bronze. Die Helmkalotte wurde aus drei Einzelteilen zusammengefügt und besitzt vertikale Rippen, die über die gesamte Höhe des Helmes laufen und der Verstärkung der Helmkalotte dienen. Auf der Vorderseite des Helmes ist ein Gesichtsschutz angenietet und mit Öffnungen für die Augen versehen. An diese Halbmaske ist ein Naseneisen angearbeitet, das hakenförmig über den Bereich der Nase verläuft.
Um den gesamten unteren Rand des Helmes und am Rand der Gesichtsmaske sind Löcher angebracht, die zur Befestigung eines Kettenschutzes dienen, der Gesicht, Hals und Nacken schützen soll. Die Außenseite des Helmes wurde mit Blattmetall versilbert. Im Laufe der Zeit blätterte vieles der Versilberung ab.
Bis heute wurden mehrere dieser Helme gefunden. Die Fundorte waren Lykovo (Helm des Jaroslaw Wsewolodowitsch), Nikolskoie, Gorodishe, Nogaisk und Kiew.
Ein anderer gefundener Helm dieses Typs, der Helm aus Kiew, war in etwa baugleich, besaß jedoch nicht die Rippen auf der Helmkalotte. Er kann in die Zeit der mongolischen Eroberung Kiews datiert werden.
Der Helm von Nikolskoie konnte nicht eindeutig als russische Helmform eingeordnet werden. Es besteht die Möglichkeit, dass er tatarischen Ursprungs ist. Zwei weitere Helme wurden im Kurgan von Gorodishe gefunden, die aber irreparabel zerstört waren. Einer dieser Helme wurde zusammen mit einem Skelett gefunden, das noch ein Schwert in der Hand hielt. Diese Helme besaßen ebenfalls den Kettenschutz vor dem Gesicht.
Ein weiterer wurde im Kurgan von Nogaisk gefunden. An der Vorderseite der Kalotte war eine silberne Platte angebracht, die etwa 13 cm lang war. Auf ihr war ein Bild des heiligen Prokop abgebildet mit dem Schriftzug „St. Prokop“ darunter.
Die Helmklasse Typ IV ist spezifisch für Russland und ist in ihrer Funktion vergleichbar mit dem europäischen Bascinet.